# Bergische Universität Wuppertal

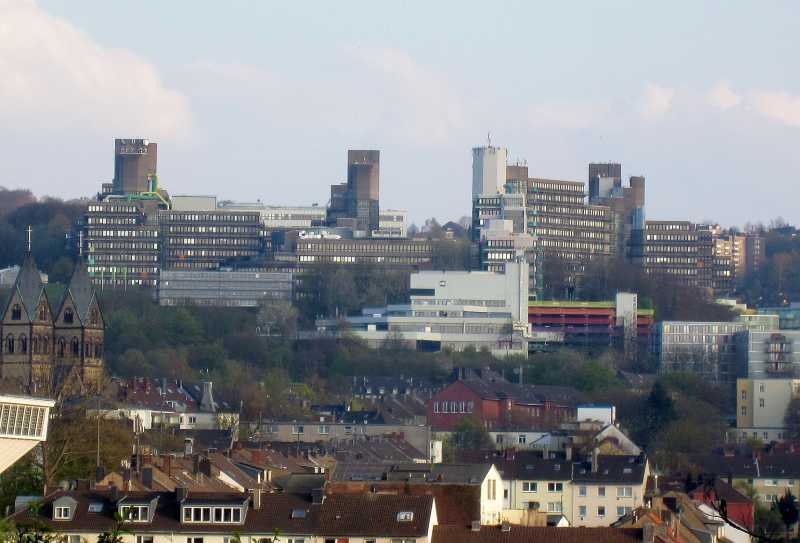
Universitetets huvudcampus Grifflenberg.

Bergische Universität Wuppertal är ett statligt universitet i staden Wuppertal i Nordrhein-Westfalen, Tyskland.  Det grundades som högskola 1972 genom sammanslagning av flera mindre högskolor till Fachhochschule Wuppertal och har universitetsstatus sedan 1983. Vinterterminen 2014/2015 hade universitetet 20 000 registrerade studenter och 2 078 anställda.